# Либурни
Либурните (Liburni, на гръцки: Λιβυρνοί) са илирийско племе, живяло на източния Адриатически бряг в Либурния в областта на Иадер (днешен Задар, в Южна Хърватия), в областта Северна Далмация от река Arsa (днес Raša) в Истрия до Titius (Крка) до залива Кварнер в Далмация. Техните съседи са карните, делмаците, хистрите, яподите и адриатическите венети.
През древността либурните се славят като добри мореплаватели и опасни пирати. Те правят леки гребни кораби, наречени на тях либурна, които по-късно са употребявани и от римската флота.
Създаването на гръцки колонии на далматинските острови влияе културно през 5 век пр.н.е. и на либурните. През 2 век пр.н.е. либурните попадат под римско влияние.
През 129 пр.н.е. консулът Гай Семпроний Тудицан с легат Децим Юний Брут Калаик имат победоносни боеве против либурните и племената яподи и хистри в Илирия. Консулът получава за победата триумф.
По времето на управлението на Цезар в Галия и Илирия те загубват автономията си. Участват в Илирийското въстание, което е потушено от Август. След това територията им попада в римската провинция Далмация